# Sandro Essakia
Pas d'image ? Cliquez ici

a Compétitions nationales et continentales officielles uniquement.

b Matchs officiels uniquement.
Dernière mise à jour le 27 mai 2025.
Sandro Esakia(en géorgien : სანდრო ესაკია), né le 1er juillet 1975, est un joueur de rugby à XV géorgien. Il joue en équipe de Géorgie et évolue au poste de pilier (1,78 m pour 110 kg).

## Carrière

### En équipe nationale
Sandro Essakia dispute son premier match avec l'équipe de Géorgie le 6 mars 1999 contre l'équipe des Tonga.

## Palmarès

### En équipe nationale
- 8 sélections en équipe de Géorgie entre 1999 et 2004
- Sélections par année : 2 en 1999, 4 en 2000, 2 en 2004